# Supur
Supur (ungarisch Alsószopor [ˈɒlʃoːsopor]) ist eine Gemeinde im Kreis Satu Mare in Rumänien. Gemeindesitz ist Supuru der Jos. Die Gemeinde hatte 2002 4677 Einwohner.
Die Gemeinde besteht aus den Dörfern Dobra, Giorocuta, Hurezu Mare, Racova, Sechereșa, Supuru der Jos und Supuru de Sus.

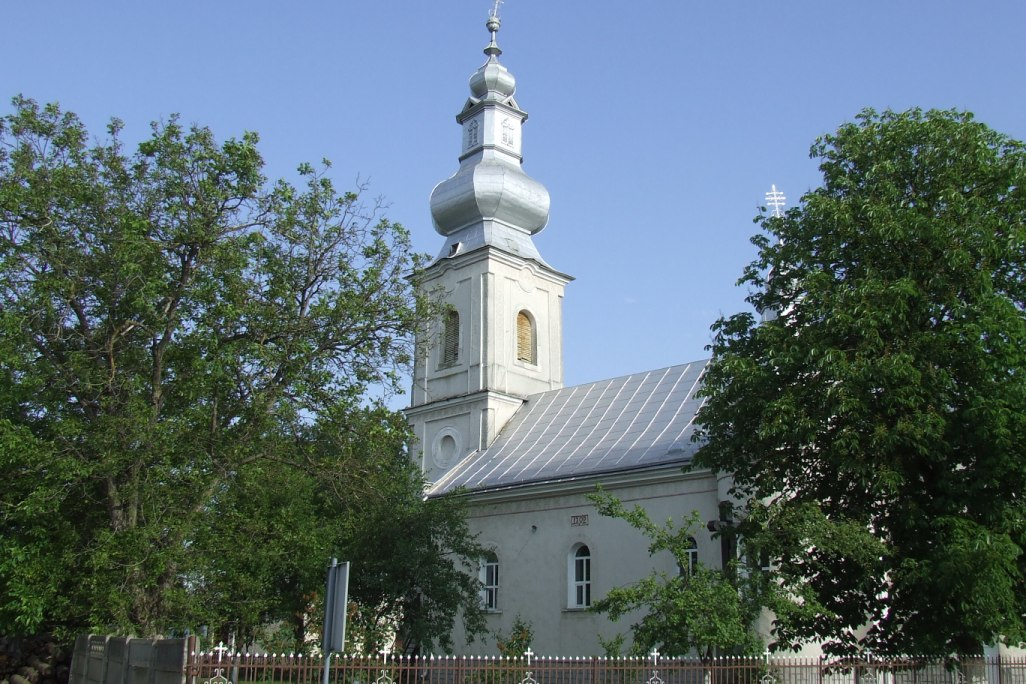
Kirche im Ort Supur

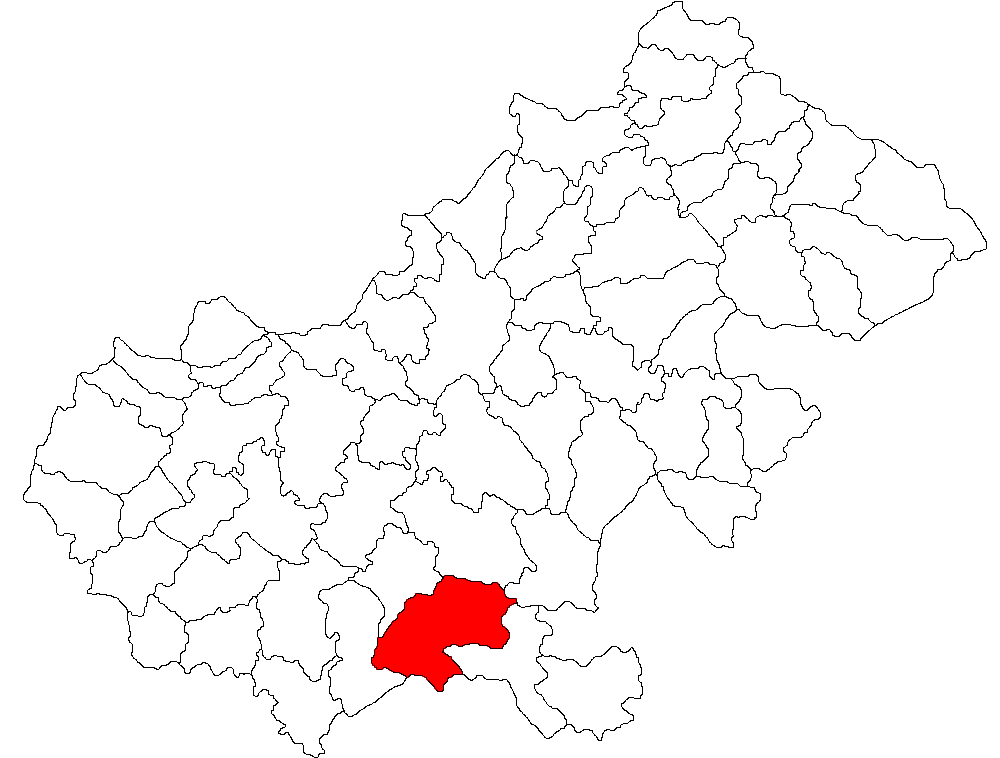
Lage der Gemeinde Supur in Satu Mare

| Rumänisch (Endonym) | Ungarisch (Exonym) | Deutsch (Exonym)                    |
| ------------------- | ------------------ | ----------------------------------- |
| Dobra               | Dobra              | Dobrau                              |
| Giorocuta           | Girókuta           | Gregorsbrunn, Gerlsbrunn, Girbrunn  |
| Hurezu Mare         | Nántű              | Nanten, Nanta, Nantü, Harpes        |
| Racova              | Rákosterebes       | Rakau                               |
| Sechereșa           | Szekerestanya      | Sapporhof                           |
| Supuru de Jos       | Togul Cosmi        | Unter-Supern, vroeger ook Kusendorf |
| Supuru de Sus       | Felsőszopor        | Ober-Supern                         |